# Българско благодетелно дружество „Йосиф І“
Българско благодетелно дружество „Йосиф І“ или Българско благодетелно братство „Йосиф І“ подпомага бедни българи и основава българска болница в Цариград, тогава в Османската империя. Набира средства от доброволни дарения и благотворителни кампании.
Основано е на 25 февруари 1895 г. по инициатива на българите, живеещи в Цариград, в чест на 25-годишнината от учредяването на Българската екзархия. Уставът на дружеството е изработен и приет от Общо събрание на 27 май 1895 г. Подпомага бедни българи и основава българска болница в османската столица. Набира средства от доброволни дарения и благотворителни кампании. Управлява се от Настоятелство, Управителен съвет и Общо събрание. През 1897 г. дружеството основава българската болница „Евлоги Георгиев“ в Цариград.
Архивът му се съхранява във фонд 1470К в Централен държавен архив. Той се състои от 59 архивни единици от периода 1895 – 1903 г.